# Barnewitz

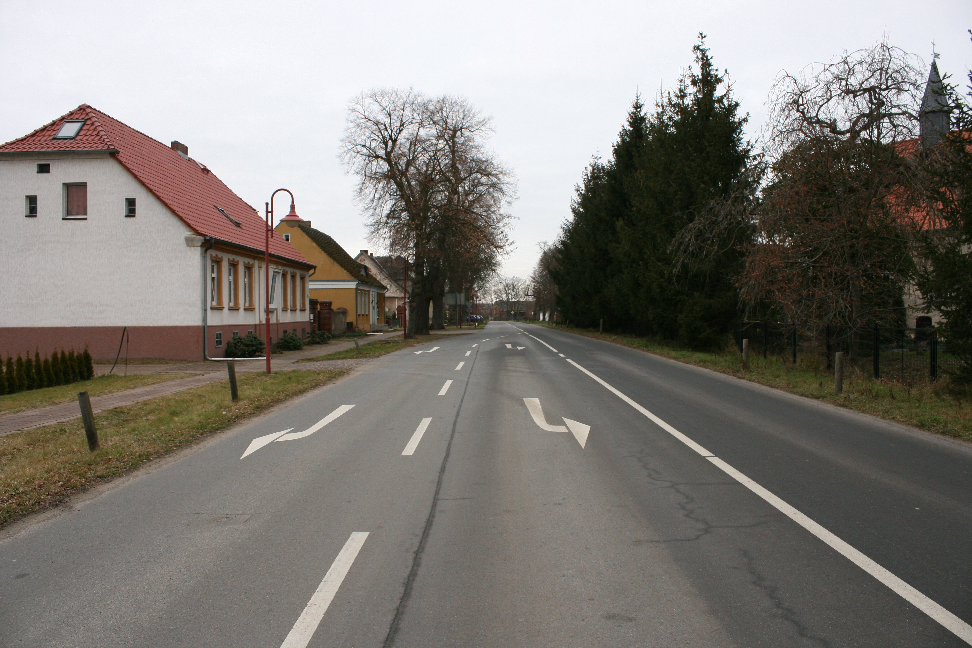
Barnewitz, Bauernende in Richtung Garlitz

Barnewitz [baʁˈneːvɪt͡s] ist ein Ortsteil der Gemeinde Märkisch Luch im Landkreis Havelland in Brandenburg mit 336 Einwohnern (Stand: April 2023). Zu Barnewitz gehören die bewohnten Ortsteile bzw. Wohnplätze Butenfelde und Linde.
Der Name wird üblicherweise auf der zweiten Silbe betont mit langem „e“ ausgesprochen.

## Lage und Topografie
Der Ort liegt auf 32 Meter ü. NHN am Südrand des Naturschutzgebietes Havelländisches Luch, nach dem auch die Gemeinde benannt ist, der er angehört. Die Gemarkung ist mit 23,07 Quadratkilometern flächenmäßig einer der größten Ortsteile der Gemeinde Märkisch Luch. Südlich und östlich des Ortes schließt sich die Barnewitzer Heide an, die eine Höhe von 87 Metern ü. NHN erreicht. Durch Barnewitz führt die Landesstraße von Retzow nach Marzahne.

## Geschichte

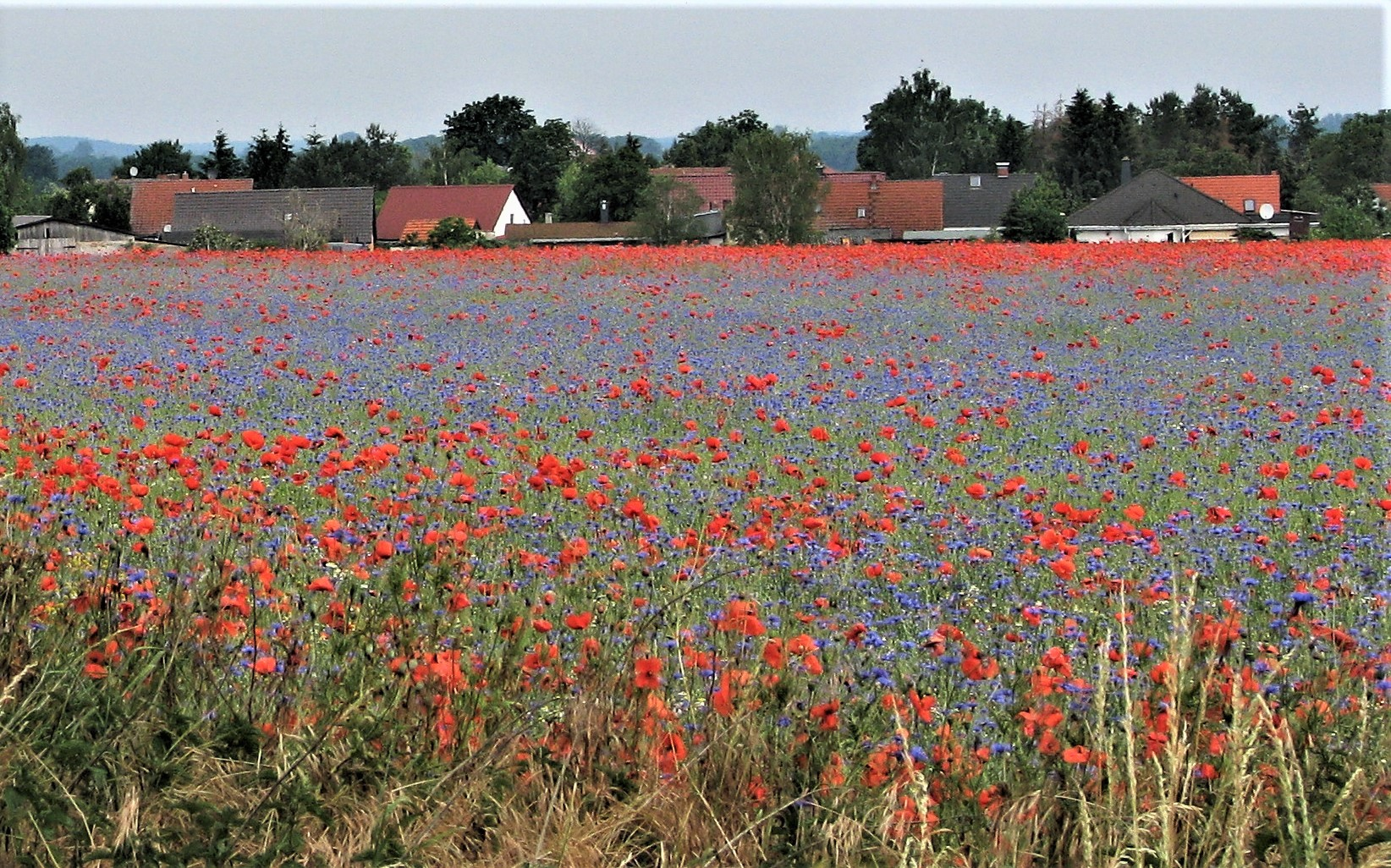
Frühsommerlicher Blick über die Feldmark von Süden nach Barnewitz

Es handelt sich um eine ursprünglich slawische Siedlung, die 1289 erstmals als Bornewitz erwähnt wurde, das slawische born steht für Kiefer. Markgraf Waldemar verpfändete den Ort 1315 an das Domstift des Doms zu Brandenburg. 1317 verkaufte der brandenburgische Bischof Johannes von Thuchem das Dorf. Gemäß dem Riedelschen Codex diplomaticus Brandenburgensis von 1849 wurden Barnewitz und viele weitere märkische Dörfer um Brandenburg an der Havel durch die Anordnung des Markgrafen Ludwig vom 9. Juni 1335 zur Unterhaltung der Dämme zu Brandenburg verpflichtet.
Im Zweiten Weltkrieg wurde der Ort schwer zerstört. 
Am 31. Dezember 2002 schloss sich Barnewitz mit den Gemeinden Buschow, Garlitz und Möthlow zur neuen Gemeinde Märkisch Luch zusammen.

## Politik
Nach Zusammenschluss mehrerer Ortschaften zu einer Großgemeinde gibt es für die früheren selbstständigen Orte keinen Bürgermeister mehr, sondern die Verantwortung für die Entwicklung des Ortsteils obliegt einem ehrenamtlichen Ortsvorsteher.
Seit 2008 bekleidet Andreas Tutzschke (Unabhängige Wählergruppe Barnewitz (UWB)) dieses Amt.

## Infrastruktur und Kommunikation
Barnewitz verfügt über eine Kindertagesstätte. Der Ort ist im Rahmen des öffentlichen Personennahverkehrs durch die Linie 578 der Havelbus Verkehrsgesellschaft (HVG) mit Rathenow und Kiek und die Havelbus-Linie 670 mit Nauen und Premnitz verbunden. Der nächste Bahnhof ist Buschow, rund zwei Kilometer nordöstlich gelegen. Barnewitz hat die Postleitzahl 14715 und die telefonische Vorwahl 033876.

## Sehenswertes

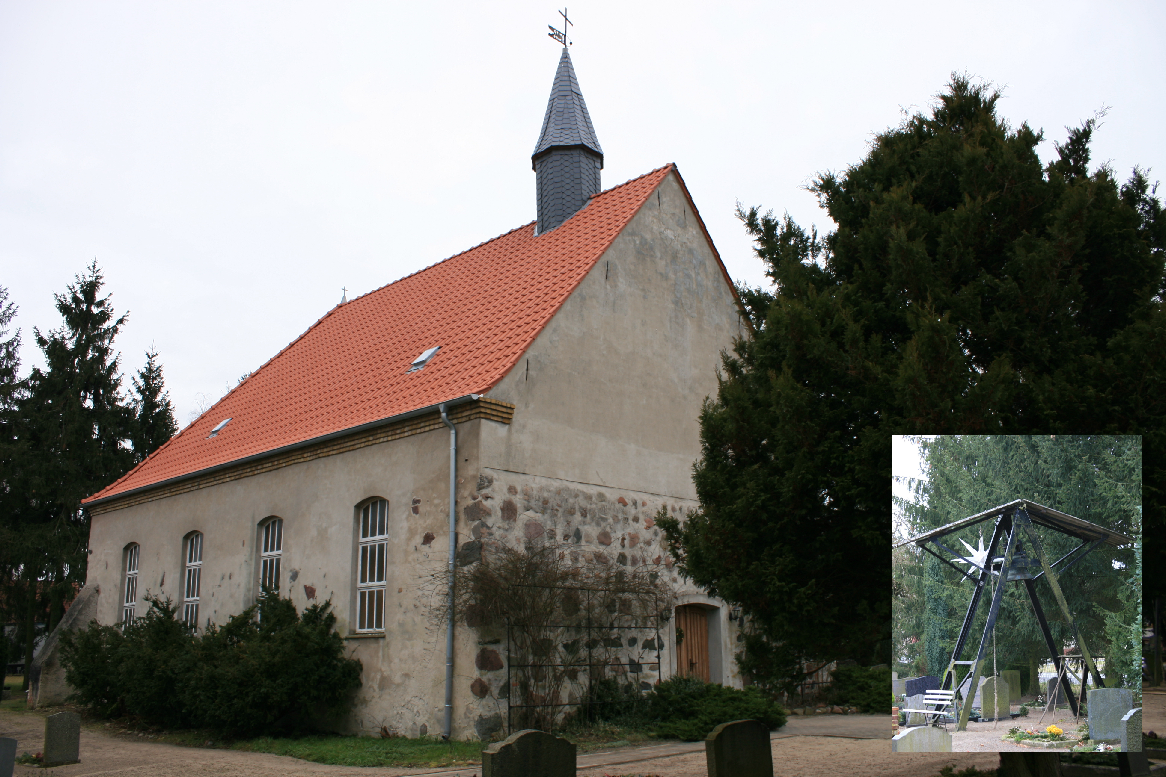
Kirche von Barnewitz und der nebenstehende Glockenstuhl

- Evangelische Dorfkirche:

Sie ist das älteste Bauwerk des Ortes und wurde im 13. Jahrhundert aus Granitfindlingen erbaut und über die Jahrhunderte mehrfach umgebaut. Am 18. April 1944 brannte sowohl das Bauwerk als auch das Interieur samt einer wertvollen Barockorgel vom Orgelbauer Joachim Wagner vollständig aus. Das Kirchengebäude wurde zwischen 1967 und 1974 in stark verkleinerter Form wieder aufgebaut, die Neueinweihung erfolgte am 21. April 1974. Da die Kirche nur einen kleinen Dachreiterturm hat, hängt die Glocke von Franz Sebastian Voillard aus dem Jahr 1662 in einem Glockenstuhl neben dem Neubau. Der Andachtsraum hat eine Kapazität von 80 Personen.
- Traueiche im Ortsteil Linde

## Persönlichkeiten
Bekannteste Einwohnerin ist die Juristin und Schriftstellerin Juli Zeh.